# 1387
| [ Edytuj tabelę ]                          |                                                                    |
| Król Polski                                | - 1384 Jadwiga Andegaweńska 1399 - 1386 Władysław II Jagiełło 1434 |
| Współksiążęta Andory                       | - 1370 Berenguer d'Erill i de Pallars 1387 - 1343 Gaston III 1391  |
| Król Anglii                                | - 1377 Ryszard II 1399                                             |
| Król Aragonii i Walencji, hrabia Barcelony | - 1336 Piotr IV Aragoński 1387 - 1387 Jan I Myśliwy 1396           |
| Władca Azteków                             | - 1376 Acamapichtli 1395                                           |
| Elektor Brandenburgii                      | - 1378 Zygmunt Luksemburski 1388                                   |
| Książę Bawarii-Ingolstadt                  | - 1375 Stefan III 1413                                             |
| Książę Bawarii-Landshut                    | - 1375 Fryderyk 1393                                               |
| Książę Bawarii-Monachium                   | - 1375 Jan II 1397                                                 |
| Książę Burgundii                           | - 1364 Filip II Śmiały 1404                                        |
| Cesarz Bizancjum                           | - 1379 Jan V Paleolog 1390                                         |
| Car Bułgarii                               | - 1371 Iwan Szyszman 1393 - 1356 Iwan Stracimir 1396               |
| Cesarz Chin                                | - 1368 Hongwu 1398                                                 |
| Król Cypru                                 | - 1382 Jakub I 1398                                                |
| Król Czech                                 | - 1378 Wacław IV Luksemburski 1419                                 |
| Król Danii                                 | - 1376 Olaf Haakonsson 1387 - 1387 Małgorzata I 1412               |
| Władca Egiptu                              | - 1382 Barkuk 1389                                                 |
| Cesarz Etiopii                             | - 1382 Dawid I 1413                                                |
| Król Francji                               | - 1380 Karol VI 1422                                               |
| Król Gruzji                                | - 1360 Bagrat V Wielki 1393                                        |
| Hrabia Holandii                            | - 1358 Albert 1404                                                 |
| Cesarz Japonii                             | - 1383 Go-Kameyama 1392                                            |
| Kalif                                      | - 1386 Al-Mu’tasim 1389                                            |
| Król Kastylii i Leónu                      | - 1379 Jan I 1390                                                  |
| Patriarcha Konstantynopola                 | - 1379 Nil Kerameus 1388                                           |
| Władca Korei                               | - 1374 U 1388                                                      |
| Wielki książę litewski                     | - 1382 Jagiełło 1400                                               |
| Cesarz Majapahitu                          | - 1350 Hajam Wuruk 1389                                            |
| Sułtan Maroka                              | - 1386 Muhammad V 1387 - 1387 Abu al-Abbas Ahmad 1393              |
| Książę Mediolanu                           | - 1378 Giovanni Galeazzo 1402                                      |
| Wielki książę moskiewski                   | - 1359 Dymitr Doński 1389                                          |
| Król Nawarry                               | - 1349 Karol II Zły 1387 - 1387 Karol III Szlachetny 1425          |
| Król Norwegii                              | - 1380 Olaf Haakonsson 1387 - 1387 Małgorzata I 1412               |
| Elektor Palatynatu                         | - 1356 Ruprecht I 1390                                             |
| Papież awinioński                          | - 1378 Klemens VII 1394                                            |
| Papież                                     | - 1378 Urban VI 1389                                               |
| Król Portugalii                            | - 1385 Jan I 1433                                                  |
| Cesarz Rzymski (niemiecki)                 | - 1378 Wacław IV Luksemburski 1400                                 |
| Książę Serbii                              | - 1371 Łazarz I Hrebeljanović 1389                                 |
| Elektor Saksonii                           | - 1370 Wacław 1388                                                 |
| Król Szkocji                               | - 1371 Robert II 1390                                              |
| Król Szwecji                               | - 1364 Albrecht Meklemburski 1389                                  |
| Król Tajlandii                             | - 1370 Pha Ngua 1388                                               |
| Sułtan Turków                              | - 1360 Murad I 1389                                                |
| Doża Wenecji                               | - 1382 Antonio Veniero 1400                                        |
| Król Węgier                                | - 1382 Maria Andegaweńska 1395 - 1387 Zygmunt Luksemburski 1437    |
| Wielki mistrz zakonu krzyżackiego          | - 1382 Konrad Zöllner von Rotenstein 1390                          |

Rok 1387 / MCCCLXXXVII
stulecia: XIII wiek ~
XIV wiek ~
XV wiek

lata: 1377 «
1382 «
1383 «
1384 «
1385 «
1386 «
1387
» 1388
» 1389
» 1390
» 1391
» 1392
» 1397

## Wydarzenia w Polsce
- Kraków jest poświadczony jako miasto członkowskie Hanzy.
- Odzyskanie Rusi Czerwonej przez Jadwigę Andegaweńską.
- 27 września – hospodar mołdawski Piotr I złożył we Lwowie hołd lenny Władysławowi Jagielle i Jadwidze.

## Wydarzenia na świecie
- 20 lutego – Litwa: Władysław Jagiełło nadał bojarom prawa, mające zachęcić ich do przyjęcia chrztu.
- 11 marca – bitwa pod Castagnaro, w potyczkach pomiędzy Padwą i Weroną.
- 31 marca – Zygmunt Luksemburski został królem Węgier.
- 15 grudnia – w Niemczech wybuchła tzw. wojna miast - konflikt pomiędzy Związkiem Miast Szwabskich a książętami bawarskimi.

## Urodzili się
- 9 sierpnia lub 16 września - Henryk V Lancaster, król Anglii (zm. 1422)

## Zmarli
- 1 stycznia – Karol II Zły, król Nawarry (ur. 1332)
- styczeń – Elżbieta Bośniaczka, druga żona Ludwika Węgierskiego (ur. ok. 1340)
- 5 kwietnia – Janko z Czarnkowa, polski kronikarz (ur. ok. 1320)